# Metastrongylus apri
Metastrongylus apri ist ein Lungenwurm bei Schweinen und einer der Auslöser der Metastrongylose.

## Merkmale
Metastrongylus apri ist weiß und schlank. Männchen werden bist zu 25 mm, Weibchen bis zu 58 mm lang. Um die Mundöffnung sind sechs kleine Papillen angeordnet. Die Bursa copulatrix ist relativ klein, ihre dorsalen Rippen reduziert. Die fadenförmigen Spicula sind etwa 4 mm lang und enden jeweils in einem Haken. Die Vulva liegt dicht vor dem Anus, beide Körperöffnungen sind von einer Kutikulaschwellung bedeckt. Die Eier sind 50–63 × 33–42 μm groß und enthalten bei der Abgabe bereits das vollentwickelte erste Larvenstadium.

## Entwicklungszyklus
Die Eier mit der Larve 1 werden in den Bronchien abgelegt, hochgehustet, abgeschluckt und dann über den Kot ausgeschieden. Bei niedrigen Umgebungstemperaturen sind die Eier äußerst widerstandsfähig gegenüber Umwelteinflüssen und können mehr als ein Jahr ansteckungsfähig bleiben. Normalerweise schlüpft die Larve 1 allerdings unmittelbar nachdem das Ei in die Außenwelt gelangt ist. Sie wird dann von einem Zwischenwirt aufgenommen. Als Zwischenwirt dienen Regenwürmer, insbesondere der Gattungen Eisenia und Lumbricus. Im Regenwurm entwickelt sich die Larve 3, was unter günstigen Bedingungen 10 Tage in Anspruch nimmt. Im Zwischenwirt können die Larven bis zu sieben Jahren verweilen. Dieser wird schließlich vom Endwirt aufgenommen, im Darm durchdringt die Larve 3 die Darmwand und gelangt über Lymphgefäße zu den Mesenteriallymphknoten. Hier häutet sie sich zur Larve 4, welche über Lymph- und dann Blutgefäße in die Lunge gelangt. Hier dringt sie in die Bronchien vor und häutet sich zum Adultus. Die Präpatenzzeit beträgt etwa 24 Tage.